# جيمس آدامز (لاعب كرة قدم)
جيمس آدامز (بالإنجليزية: James Adams)‏ (3 يناير 1908 في المملكة المتحدة - 1 يناير 1983) هو لاعب كرة قدم بريطاني (وحمل سابقاً جنسية المملكة المتحدة لبريطانيا العظمى وأيرلندا) في مركز حراسة المرمى. لعب مع وست بروميتش ألبيون.